# Ladies Open Lugano
El Torneig de Lugano, oficialment conegut com a Ladies Open Lugano i puntualment Samsung Open, és un torneig professional de tennis que es disputa sobre pista dura. Actualment pertany a la categoria International Tournaments del circuit WTA femení i se celebra al Tennis Club Lido de Lugano (Suïssa).
L'edició inaugural es va disputar al Swiss National Tennis Centre de Biel/Bienne (Suïssa), sota el nom de Ladies Open Biel Bienne, però la següent ja es va traslladar a la seu actual de Lugano.

## Palmarès

### Individual femení
| Localització | Any  | Campiona            | Finalista       | Resultat      |
| ------------ | ---- | ------------------- | --------------- | ------------- |
| Lugano       | 2019 | Polona Hercog       | Iga Świątek     | 6−3, 3−6, 6−3 |
| Lugano       | 2018 | Elise Mertens       | Arina Sabalenka | 7−5, 6−2      |
| Biel/Bienne  | 2017 | Markéta Vondroušová | Anett Kontaveit | 6−4, 7−6(6)   |

### Dobles femenins
| Any  | Campiones                      | Finalistes                             | Resultat         |
| ---- | ------------------------------ | -------------------------------------- | ---------------- |
| 2019 | Sorana Cîrstea Andreea Mitu    | Veronika Kudermétova Galina Voskoboeva | 1−6, 6−2, [10−8] |
| 2018 | Kirsten Flipkens Elise Mertens | Vera Lapko Arina Sabalenka             | 6−1, 6−3         |
| 2017 | Hsieh Su-wei Monica Niculescu  | Timea Bacsinszky Martina Hingis        | 5−7, 6−3, [10−7] |